# Бачинський Омелян Миколайович
Омелян Миколайович Бачинський (13 березня 1886, Бережани, нині Тернопільська область, Україна — 13 червня 1948, Шерат, Бельгія) — український галицький педагог, редактор, громадсько-культурний діяч.

## Життєпис
Народжений 13 березня 1886 року в м. Бережани (Королівство Галичини та Володимирії, Австро-Угорська імперія, нині Тернопільська область, Україна).
Навчався у Віденському університеті (філологічний факультет).
Викладав у Бережанській гімназії, у 1900—1910 роках був діяльним у гуртку «Молода Україна». Також у місті був диригентом хору «Боян». У 1936—1938 роках — директор Тернопільської української гімназії товариства «Рідна Школа». Після цього працював у гімназії цього товариства у місті Чорткові.
У вересні 1939 року переїхав до Кракова. З 1944 року — у Бельгії.
Помер 13 червня 1948 року в Шераті, Бельгія.